# SPINA-GR
SPINA-GR es un biomarcador calculado para la sensibilidad a la insulina. Representa la ganancia del receptor de insulina.
El método computacional se basa en un modelo matemático en tiempo discreto de la homeostasis insulina-glucosa que se apoya en la plataforma MiMe-NoCoDI para modelar circuitos reguladores endocrinos.

## Cómo determinar GR
El índice se deriva de un modelo matemático de homeostasis insulina-glucosa que incorpora motivos fisiológicos fundamentales. Para fines de diagnóstico, se calcula a partir de las concentraciones de insulina y glucosa en ayunas con:
{\displaystyle {\widehat {G}}_{R}={\frac {{G}_{1}P(\infty )({D}_{R}+\left[I\right](\infty ))}{{G}_{E}\left[I\right](\infty )[G](\infty )}}-{\frac {{D}_{R}}{{G}_{E}[I](\infty )}}-{\frac {1}{{G}_{E}}}} .
[I](∞): Concentración plasmática de insulina en ayunas (μU/mL)

[G](∞): Concentración de glucosa en sangre en ayunas (mg/dL)

G1 : Parámetro de farmacocinética (154,93 s/L)

DR : CE50 de la insulina en su receptor (1,6 nmol/L)

GE : Ganancia del efector (50 s/mol)

P(∞): Producción endógena constitutiva de glucosa (150 µmol/s)

## Intervalo de referencia
| Límite inferior | Límite superior | Unidad de medida |
| --------------- | --------------- | ---------------- |
| 1,41            | 9,00            | mol/s            |

Las ecuaciones y sus parámetros han sido calibrados para humanos adultos con una masa corporal de 70 kg y un volumen plasmático de aproximadamente 2,5 litros.

## Significación clínica

### Validez
En comparación con voluntarios sanos, SPINA-GR se reduce significativamente en personas con prediabetes y diabetes mellitus, y se correlaciona con el valor M en estudios de clamp de glucosa, pliegue cutáneo del tríceps, pliegue cutáneo subescapular y (mejor que HOMA-IR y QUICKI) con el valor a las dos horas en la test de tolerancia oral a la glucosa (TTOG), aumento de glucosa en TTOG, relación cintura-cadera, contenido de grasa corporal (medido mediante DXA) y fracción HbA1c.

### Utilidad clínica
Tanto en el estudio FAST, un estudio observacional de secuenciación de casos y controles que incluyó a 300 personas de Alemania, como en una gran muestra del estudio NHANES, SPINA-GR difirió más claramente entre sujetos con y sin diabetes que los correspondientes HOMA-IR, HOMA-IS y QUICKI.

## Implicaciones científicas y otros usos.
Junto con la capacidad secretora de las células beta pancreáticas (SPINA-GBeta), SPINA-GR proporciona la base para la definición de un índice de disposición de la homeostasis de la insulina-glucosa basado en el ayuno (SPINA-DI).
En combinación con SPINA-GBeta y la secuenciación del exoma completo, el cálculo de SPINA-GR ayudó a identificar una nueva forma de diabetes monogenética (MODY) que se caracteriza por resistencia primaria a la insulina y resulta de una variante sin sentido del gen del receptor de rianodina tipo 2 (RyR2) (p.N2291D).

## Implicaciones fisiopatológicas
En sujetos delgados es significativamente mayor que en una población con personas obesas. En varias poblaciones, SPINA-GR se correlacionó con el área bajo la curva de glucosa y las concentraciones de glucosa, insulina y proinsulina de 2 horas en las pruebas de tolerancia oral a la glucosa, las concentraciones de ácidos grasos libres, grelina y adiponectina, y la fracción hemoglobina glicada.
En la hidradenitis supurativa, una enfermedad inflamatoria de la piel, el SPINA-GR es reducido. Si este estado no se compensa con un aumento de la función de las células beta, el índice de disposición estática (SPINA-DI) se reduce, lo que da lugar a la aparición de diabetes mellitus.

## Aspectos predictivos
En una evaluación longitudinal del estudio NHANES, una amplia muestra de la población estadounidense, a lo largo de 10 años, un índice de disposición estática reducida (SPINA-DI), calculado como el producto de SPINA-GBeta y SPINA-GR, predijo la mortalidad por cualquier causa.